# Obscurodiscus myricae
Obscurodiscus myricae är en svampart som först beskrevs av Petter Adolf Karsten, och fick sitt nu gällande namn av Raitv. 2002. Enligt Catalogue of Life ingår Obscurodiscus myricae i släktet Obscurodiscus, ordningen disksvampar, klassen Leotiomycetes, divisionen sporsäcksvampar och riket svampar, men enligt Dyntaxa är tillhörigheten istället släktet Obscurodiscus, familjen Dermateaceae, ordningen disksvampar, klassen Leotiomycetes, divisionen sporsäcksvampar och riket svampar. Arten är reproducerande i Sverige. Inga underarter finns listade i Catalogue of Life.